# Steve Morse

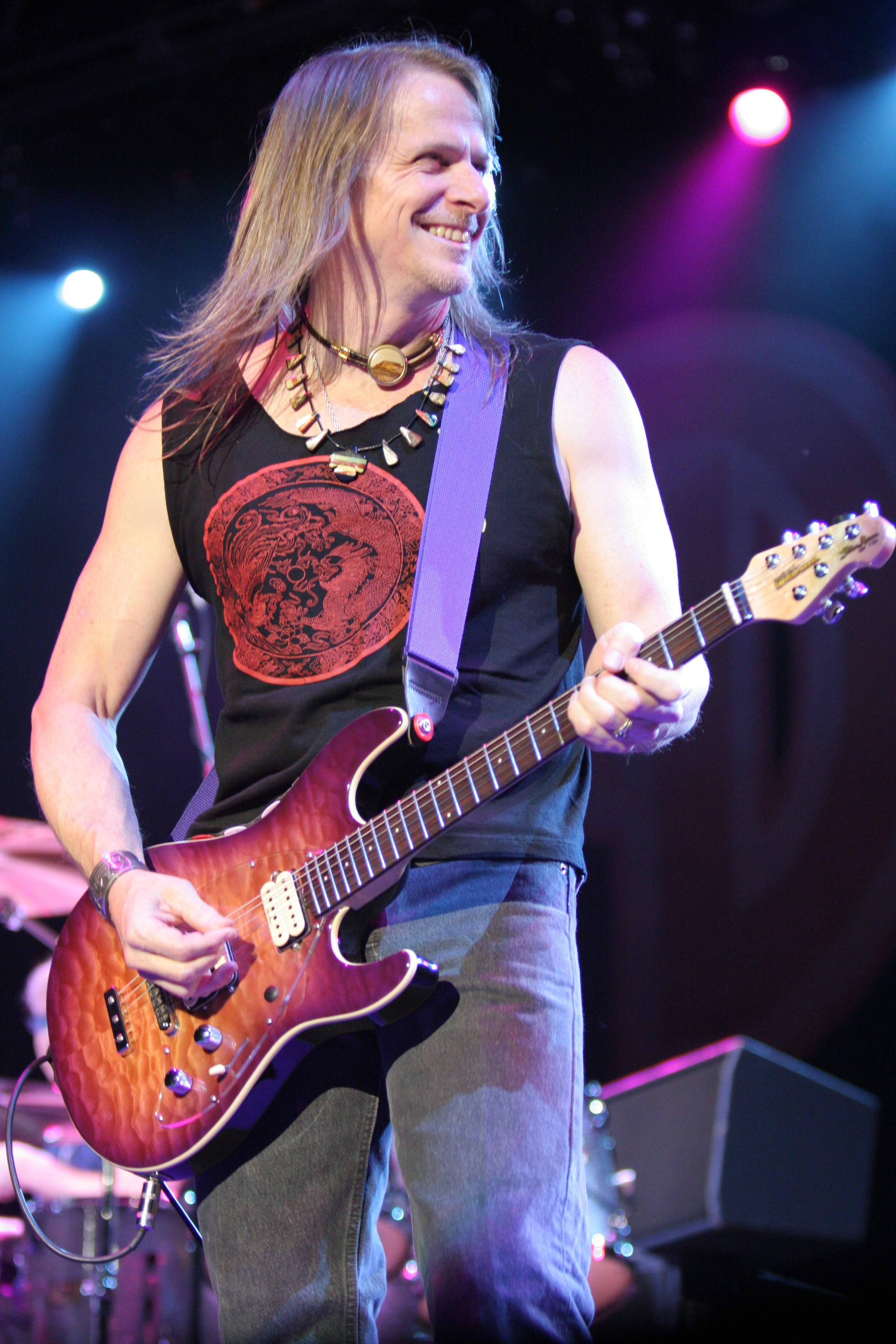
Steve Morse cu trupa Deep Purple în Canada, 2005

Steve J. Morse (n. 28 iulie 1954, Hamilton, Ohio ) este un chitarist american, cel mai cunoscut ca fondatorul trupei Dixie Dregs dar și ca chitarist al formației Deep Purple din 1994.
Morse a abordat în cariera sa diverse genuri muzicale de la rock, country, funk, jazz, muzică cultă până la fuziuni între aceste genuri. Pe lângă o bogată carieră solo, Morse a cântat și cu Kansas la mijlocul anilor '80.